# حدة غليس (السدة)

تعديل مصدري - تعديل

حدة غليس هي إحدى قرى عزلة جبل حجاج، بمديرية السدة التابعة لمحافظة إب، بلغ تعداد سكانها 1547 نسمة حسب تعداد اليمن لعام 2004 .
وشيدت مبانيها القديمة علی حصن مرتفع، وكان لها أبواب من الجهات الأربع، فمن الشرق باب الداير ومن الجنوب باب الفورة ومن الغرب باب الريشة ومن الشمال باب الكينعي، بالإضافة الی باب رئيس لمدخل القرية من الجهة الجنوبية الشرقية يسمى باب المحضر، وتزخر القرية بعدد من المعالم الأثرية وقد نقل منها عدد من النقوش واللقى إلى متحف ظفار، ولم يتبق من معالم القرية القديمة التي جلبت أحجارها من بقايا قصور مدينة [[ظفار]] التاريخية إلا مباني قليلة شارفت علی الاندثار، كما أن معظم السكان قد بنوا منازلهم الجديدة علی سفح الجبل .
وتشتهر قرية حدة غليس بزراعة القمح والذرة والبطاطس، كما أنها تعتبر من أهم الروافد المائية الشمالية ل وادي بنا الشهير .
.